# Gongshanzui Shuiku
Gongshanzui Shuiku är en reservoar i Kina. Den ligger i provinsen Liaoning, i den nordöstra delen av landet, omkring 330 kilometer väster om provinshuvudstaden Shenyang. Gongshanzui Shuiku ligger 389 meter över havet. Arean är 3,1 kvadratkilometer. Trakten runt Gongshanzui Shuiku består till största delen av jordbruksmark. Den sträcker sig 2,8 kilometer i nord-sydlig riktning, och 3,6 kilometer i öst-västlig riktning.
Genomsnittlig årsnederbörd är 888 millimeter. Den regnigaste månaden är juli, med i genomsnitt 228 mm nederbörd, och den torraste är januari, med 4 mm nederbörd.